# Сала (родовище)
Срібне родовище Сала в Швеції розробляється з 1282 р. Найбільший видобуток («велике срібло») спостерігався у XV—XVI ст. Поселення отримало привілеї гірничого міста у 1612 р., причому король Густав II передав родовище у розробку приватним гірничим товариствам.

## Геологія родовища та способи видобутку
Геологічна будова району представлена великим «сколем», тобто головною тріщиною в масиві доломітизованого вапняку довжиною 10 км і шириною більше 3 км. Рудне тіло представлене крутоспадним поясом товщиною 3,5 м від якого відходять системи більш вузьких прошарків. Головною рудою був сріблистий галеніт. Розробку вели відкритим способом, утворивши величезний кар'єр, з якого з часом почали споруджувати вглиб підземні виробки.